# 角板山祠
角板山祠，俗稱角板山神社，是臺灣日治時期在新竹州大溪郡角板山地區的神社，位於今桃園市復興區立圖書館旁，祭祀豐受大神、北白川宮能久親王。

## 歷史
角板山祠選址在新竹州大溪郡番地角板山社（今復興區立圖書館旁）興建，昭和13年（1938年）8月15日鎮座，例祭日為11月15日。1939年當時由時任縣社新竹神社社司宮島由多加管理。二戰後建物陸續拆除，原本的本、拜殿一帶今成為空地，參道路徑尚存並成為巷道。附近尚留有部分石燈籠構件"竿"。

## 神社建築
角板山祠原配置有碎石參道、（應為混凝土造）靖國鳥居2基、燈籠數對、切妻造手水舍、神明造拜殿與神明造本殿。

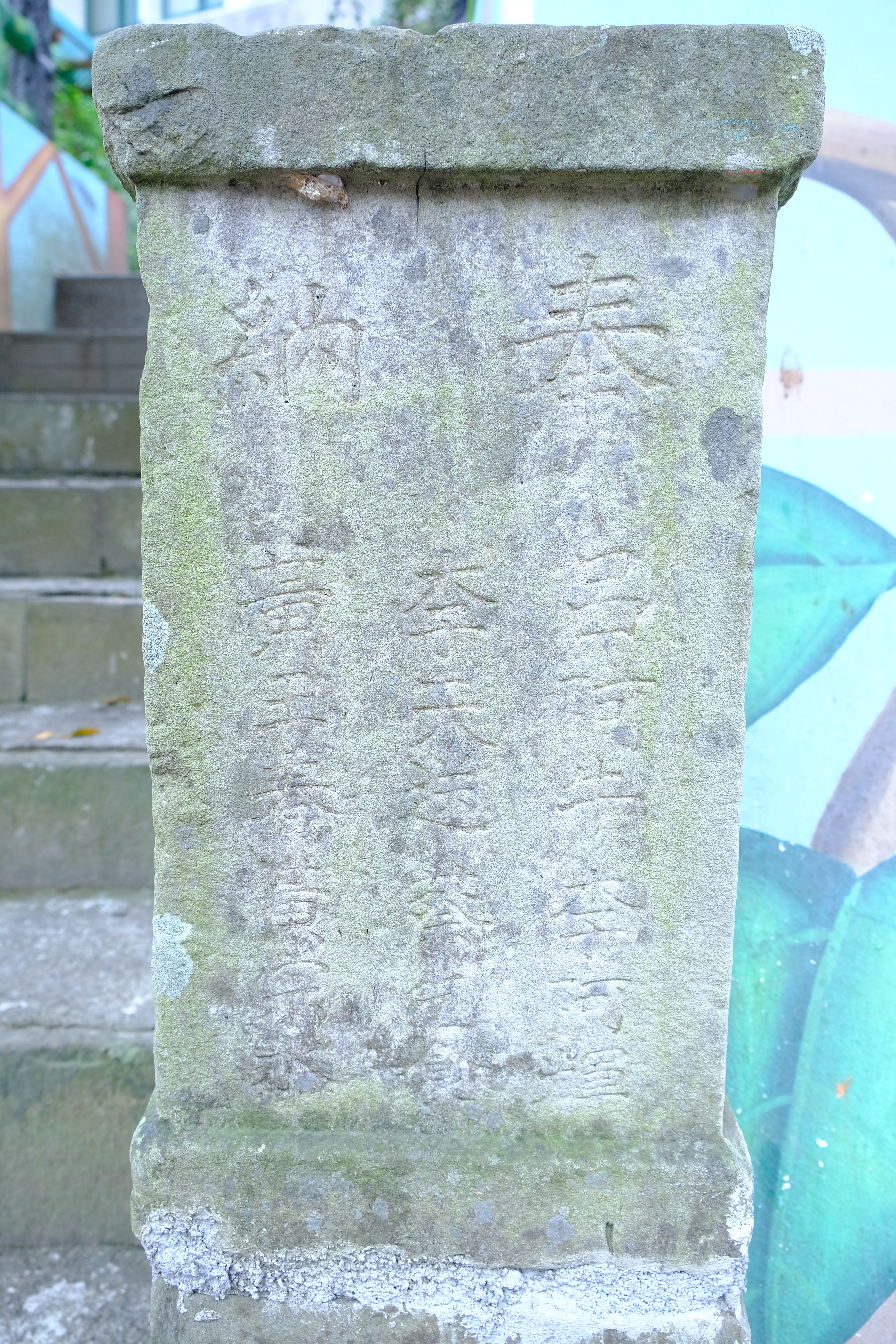
奉納呂阿牛
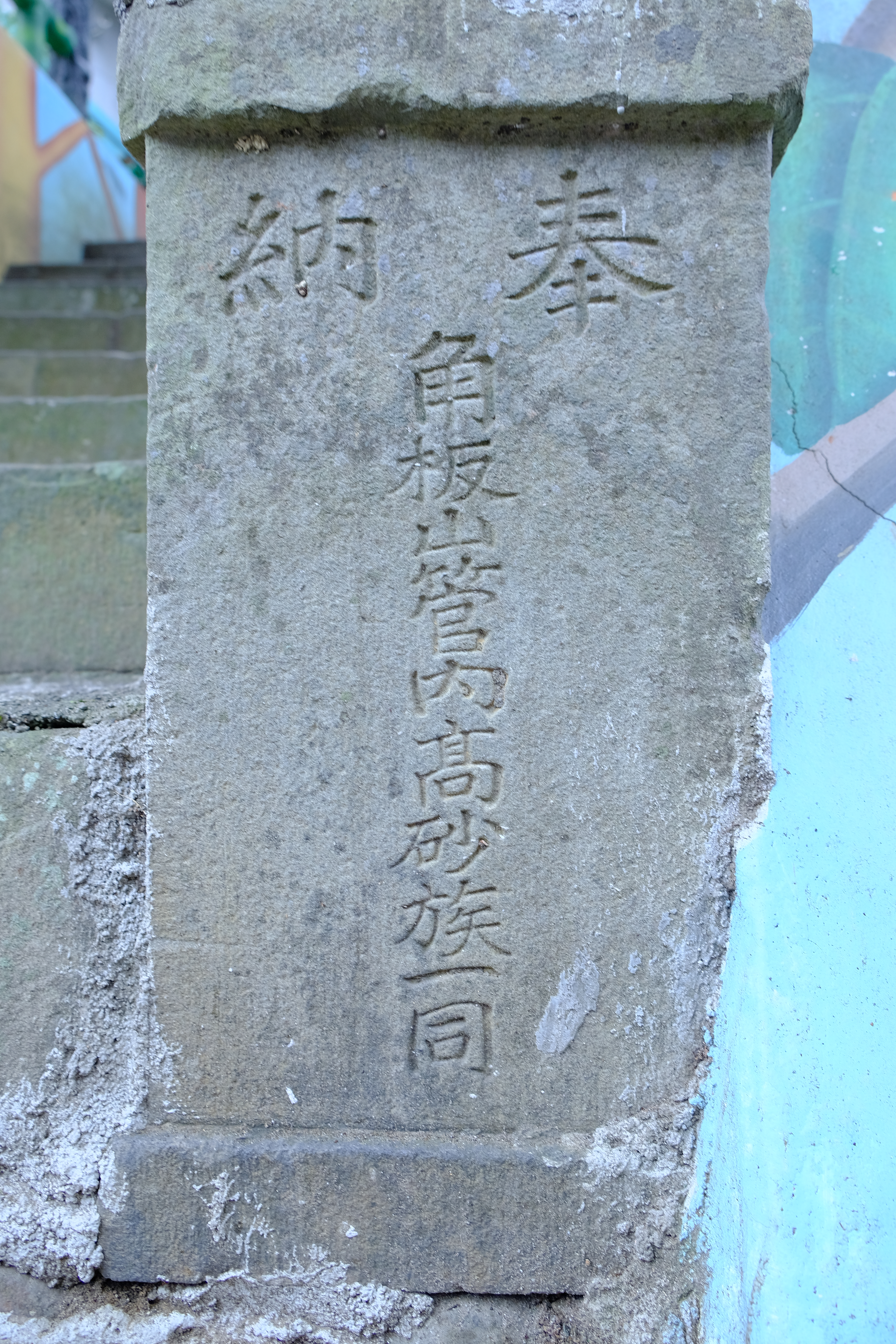
奉納角板山管內高砂一同
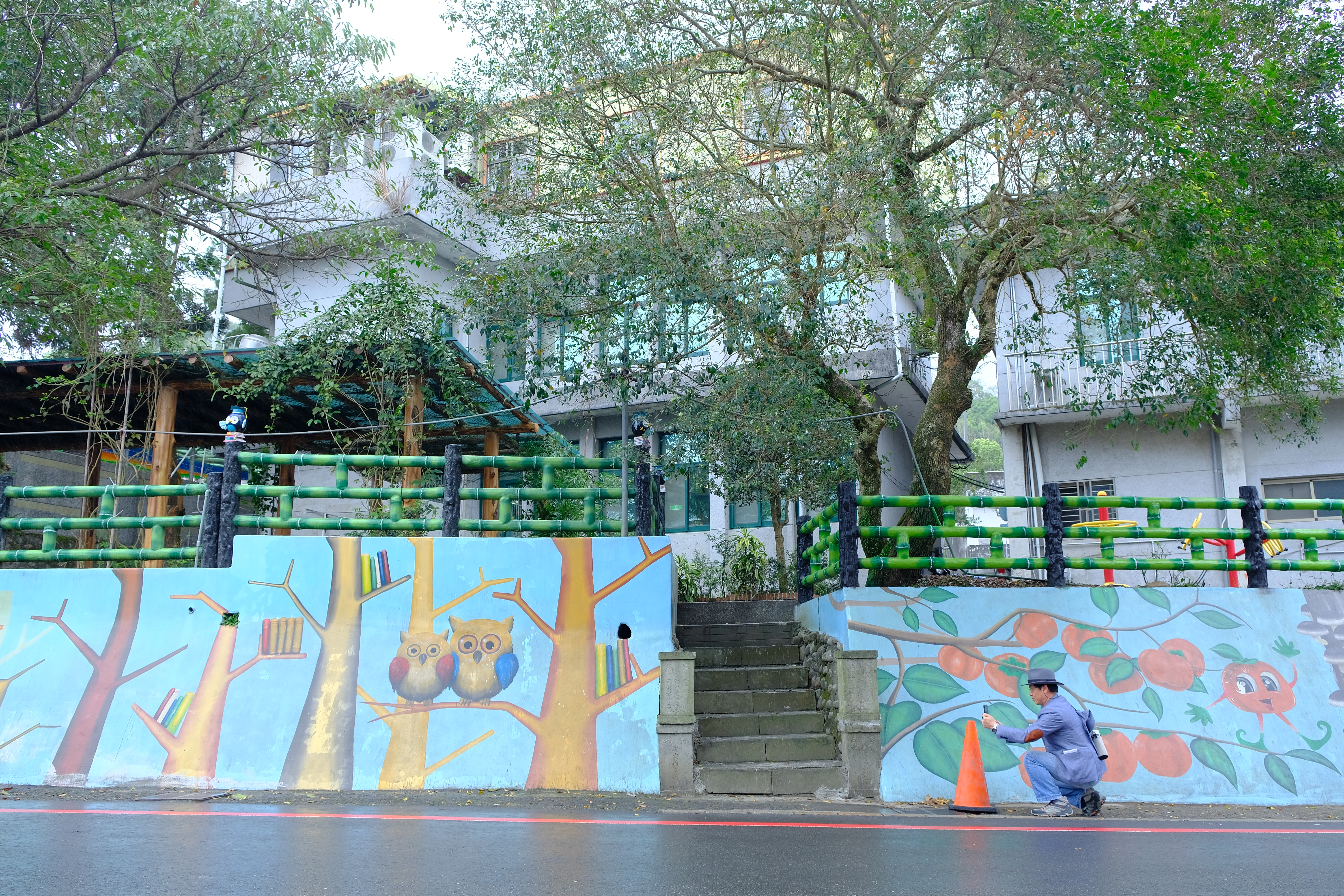
燈籠竿位於圖書館後方道旁
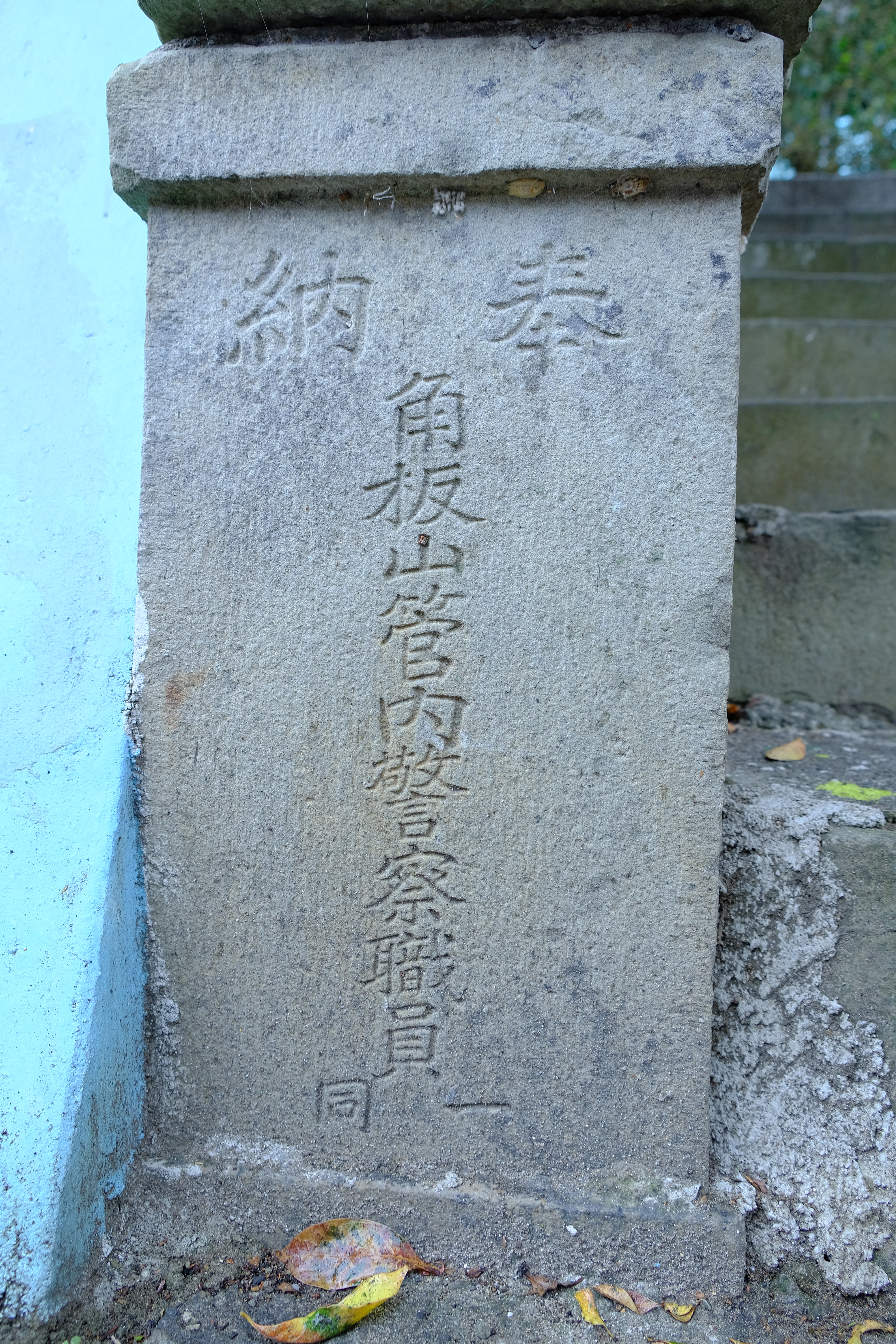
奉納角板山管內警察職員一同
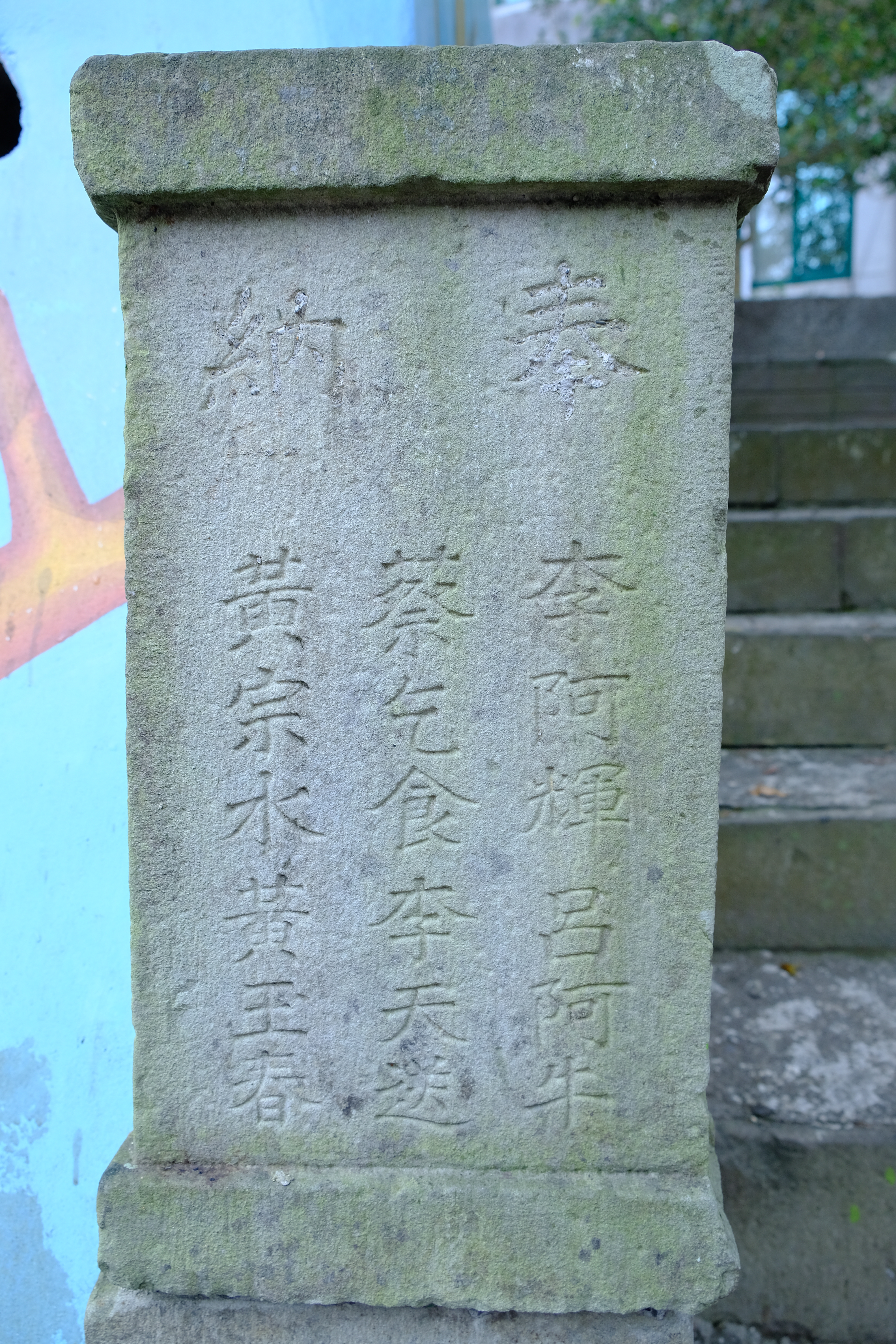
奉納李阿輝

## 關連項目
- 臺灣神社列表